# Sakari Marila
Matti Sakari Marila, född 27 augusti 1945 i Ilmola, är en finländsk målare. 
Marila studerade 1967–1970 vid Finlands konstakademis skola och 1970–1971 vid Accademia di Belle Arti di Firenze samt ställde ut första gången 1970. Han är känd som en suverän målare, vars huvudsakliga tekniker har varit gouache-, akvarell- och temperamåleri, men han har också utfört många kraftfulla teckningar i kol, blyerts eller med färgpennor samt i blandteknik. Han övergick under 1970-talet från ett mera konstruktivt, färgstarkt måleri av bland annat landskap, till ett expressionistiskt, figurativt men även abstrakt eller halvabstrakt måleri, med Henri Matisse och fauvisterna som förebilder. En kort period (1973) framträdde även samtidsengagerade ställningstaganden i hans arbeten. 
Marila har i färgurval varit konsekvent och ständigt återkommit till sina starka röda, ljusröda, gula och orangefärger. Hans arbeten hade länge en grafisk karaktär, med dominerande, nerviga streck och linjer, som sedan kunde övergå i en mera målerisk riktning. Han har utfört ett flertal offentliga målningar och glasmålningar, bland annat för kanslihuset i Enare (1976–1977) och Valamo kloster i Heinävesi (1986) samt en altarmålning för Kivistö kyrka i Vanda (1986). Han har sedan 1972 undervisat i teckning och måleri vid Konstindustriella högskolan, biträdande professor där 1988 och till 2002 ledare för konstavdelningen.